# Malachi Kirby
Malachi Kirby (Londres, 20 de setembro de 1989) é um ator inglês, mais conhecido por seus papéis em EastEnders e Doctor Who.

## Biografia
Ele nasceu em Londres e cresceu em Battersea. Seus pais têm ascendência jamaicana. Seu pai morreu quando Kirby tinha seis anos, e sua mãe trabalhava no governo. Como ele era tímido, aos 14 anos, sua mãe o contratou para as aulas no Battersea Arts Centre. Mais tarde, Kirby estudou atuando na Identity School fundada pelo ator Femi Oguns.

### Filmografia
Estrelou como Kunta Kinte em Raízes, retratando o personagem principal. Sua performance foi bem recebida pelos críticos. Foi selecionado para o prêmio "Newcomer Destaque" no Evening Evening Standard Awards 2011.
Em outubro de 2016, Kirby estrelou um episódio da série de antologia Black Mirror, dirigido por Jakob Verbruggen intitulado "Men Against Fire".

### Filmes
| Ano  | Filme                | Personagem    |
| ---- | -------------------- | ------------- |
| 2012 | My Murder            |               |
| 2012 | My Brother the Devil |               |
| 2013 | Gone Too Far!        |               |
| 2014 | Kajaki               | Snoop         |
| 2016 | Fallen               | Roland Sparks |